# Koninklijk Theater Carré
Koninklijk Theater Carré is een theater in de Nederlandse stad Amsterdam en is gelegen aan de Amstel. Het heette oorspronkelijk Circus Carré en is gebouwd in de classicistische stijl. Het werd eind 19e eeuw opgericht door Oscar Carré.

## Circus Carré

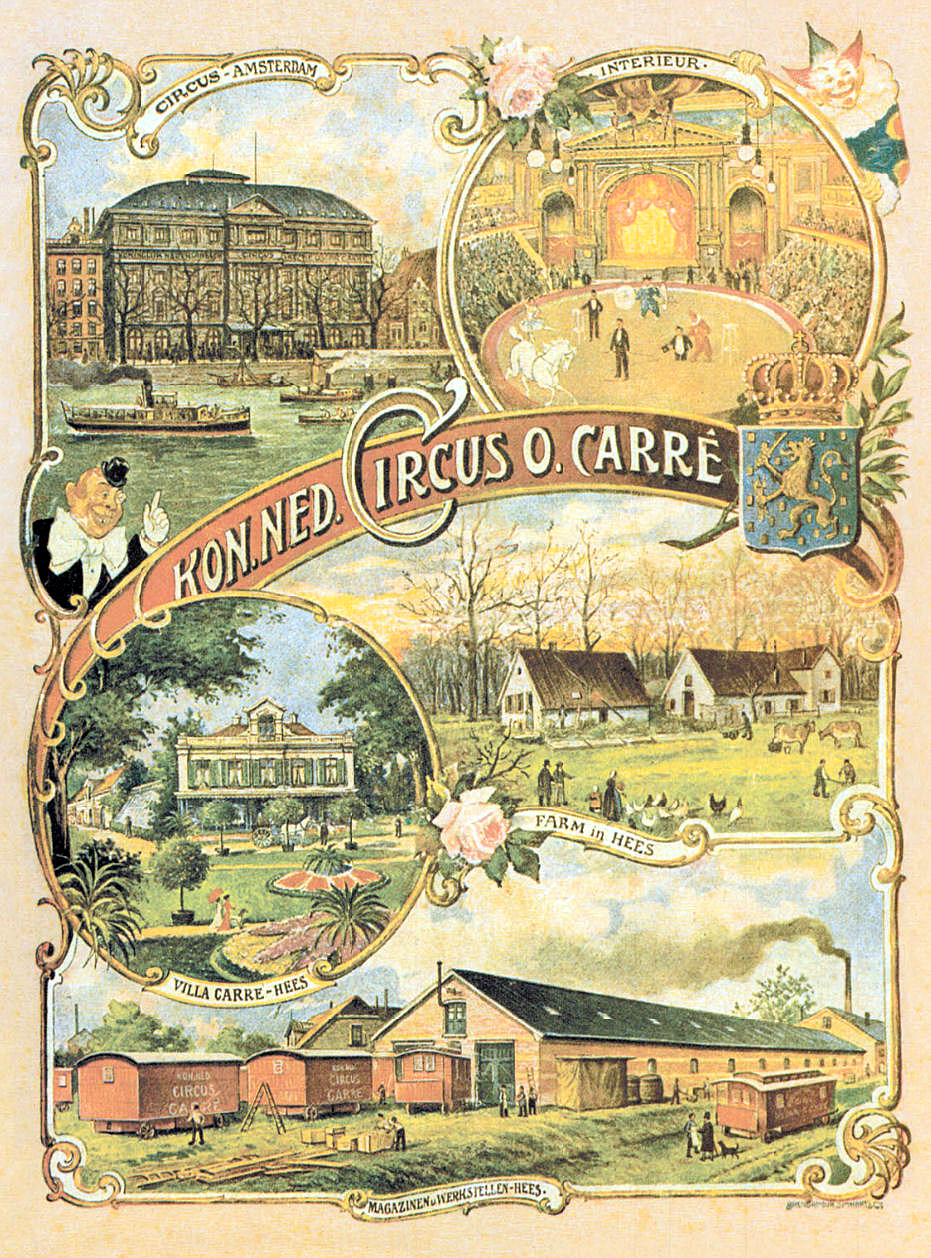
Een replica met foto's van de verschillende onderdelen van het Koninklijk Nederlands Circus O.Carré: Villa Carré Hees, Farm in Hees, Magazijn en werkstellen Hees en het Circus Amsterdam met interieur dat in 1887 werd geopend.

Al vanaf 1879 gaf het Koninklijk Nederlandsch Circus Oscar Carré
wintervoorstellingen in een tijdelijk houten gebouw met stenen voorgevel aan het huidige Weteringcircuit in Amsterdam. Met de gemeente werd onderhandeld over nieuwbouw, maar dat schoot niet op. Toen vond op 8 december 1881 de Ringtheaterbrand plaats: ruim 400 bezoekers van het houten theatergebouw in Wenen vonden daarbij de dood. Een bouwvergunning voor Oscar Carré kwam daarna snel af. Carré werd op 3 december 1887 geopend.
De 'Steenen Circus van Carré' of Carré, zoals het nieuwe gebouw al snel genoemd werd, was aanvankelijk alleen in gebruik voor circusvoorstellingen in de wintermaanden.
Vanaf 1893 werd Carré, tijdens de periode dat het circus op tournee was, gebruikt door theaterproducent Frits van Haarlem, die er succesvolle variétévoorstellingen bracht. Carré veranderde daardoor in een theater voor allerlei vormen van volksvermaak. In 1911 werd - na het overlijden van Oscar Carré - de laatste voorstelling van het Koninklijk Nederlandsch Circus Oscar Carré aan de Amstel gegeven. Naderhand hebben wel nog andere circussen voorstellingen in Carré gegeven, zoals Circus Henny in 1924.

## Theater Carré
Van 1907 tot 1928 was het revuegezelschap van Henri ter Hall de voornaamste publiekstrekker in Carré. De naam werd in 1920 veranderd in Theater Carré. Het theater balanceerde in die tijd echter voortdurend op de rand van faillissement. Met name de periode onder directie van Herman Heijermans, die vergeefs probeerde volle zalen te trekken met grote spektakelstukken - onder andere zijn eigen De Vliegende Hollander of de grote weddenschap (1924) werd berucht. In de jaren dertig keerde het tij onder leiding van de nieuwe directeur Alex Wunnink en zijn assistent Louis Dekker. Het hernieuwde succes van het theater was vooral te danken aan een uitgekiende programmering, waarbij populaire Nederlandse revuegezelschappen zoals die van Louis Bouwmeester jr. met zijn Bouwmeester Revue en De Nationale Revue van Bob Peters werden afgewisseld met internationale voorstellingen van Italiaanse opera, operette en variété. In die tijd werd de (inter)nationale reputatie van Carré als top-theater bevestigd door de geregelde optredens van vedetten als Lou Bandy, Louisette, Buziau, Louis Davids, Josephine Baker, Sara Scuderi, de Fratellini, Grock en orkesten zoals dat van Jack Hylton.
Wunnink werd na de Tweede Wereldoorlog opgevolgd door zijn zoon Karel Wunnink. Louis Dekker bleef al die jaren de man die het artistieke beleid van het theater bepaalde. Onder hun leiding beleefden nieuwe verschijnselen als de musical (Porgy and Bess, 1956) en de One Man Show (Toon Hermans, 1963) hun Nederlandse première in Carré. Daarnaast behoorden de revues van achtereenvolgens Snip en Snap en André van Duin en de circussen van Strassburger in die naoorlogse periode tot de vaste successen.
Bij poëzieliefhebbers werd Carré bekend door de manifestatie Poëzie in Carré, georganiseerd door Simon Vinkenoog in 1966. In die tijd was de positie van Carré nog steeds niet vanzelfsprekend. Aan het einde van de jaren zestig was enige tijd sprake van sloop van het theater door de toenmalige eigenaar Reinder Zwolsman. Artiesten kwamen in actie, onder wie Heintje Davids, die het liedje Er is maar één Carré uitbracht. De gemeente Amsterdam gaf uiteindelijk geen toestemming voor sloop. In 1977 kocht de gemeente het pand aan.
In juli 1983 werden in het kader van het Holland Festival vanuit theater Carré vier avondvullende, opzienbarende en schandaal-veroorzakende live-uitzendingen voor de VPRO-televisie gemaakt, Aanvallen Van Uitersten, respectievelijk getiteld: Romantiek, Esthetiek, Techniek, Taal, met een keuze uit alles wat destijds extreem was in vooral de performancekunsten, variërend van een nietsontziende performance van Wencke Mühleisen, het laten vallen van een knikker door de Bredase kunstenaar Harrie de Kroon, een niet-aflatende stroom anekdotes van Jules Deelder, een optreden van Marina Abramović met een groep Australische Aboriginals en Tibetaanse monniken, tot een zo oorverdovend concert van de muzikant Glenn Branca, dat daarna presentatrice Moniek Toebosch (die veel kritiek te verduren kreeg vanwege haar daar vertoonde blote bips) niet meer begeleid kon worden bij haar uitvoering van Wagners aria Der Liebestod, door het NOS-Omroep Orkest, dat afgetikt door de dirigent Ivan Fisher gehoorgestoord het podium had verlaten.
Bij het eeuwfeest in 1987 werd de musical Cats naar Carré gehaald. Het enorme succes luidde het begin in van een bloeitijd voor de musical in Nederland. De toekenning van het predicaat Koninklijk was de kroon op het eeuwfeest.
Tussen 1991 en 1993 werd Carré intensief verbouwd onder leiding van de architecten Onno Greiner en Martien van Goor; er werd onder meer een geheel nieuw toneelhuis gebouwd en de toneelopening werd fors vergroot. Tussen 2003 en 2004 werd het theater van binnen vrijwel geheel opnieuw opgebouwd en gerenoveerd door dezelfde architecten. De stalen bogen van de dakconstructie - die sedert de verbouwing van 2004 goed zichtbaar zijn voor het publiek - zijn niet ontworpen en vervaardigd door Gustave Eiffel, zoals veelal wordt geschreven, maar door de Amsterdamse bruggenbouwer Koninklijke Fabriek voor Stoom- en andere Werktuigen.

## Tegenwoordig
Carré wordt tegenwoordig voornamelijk gebruikt voor musicals, popconcerten, muziek-, toneel- en cabaretvoorstellingen. Ook De Nederlandse Opera en Het Nationale Ballet gebruiken de zaal incidenteel voor voorstellingen die zich minder goed lenen voor hun eigen, nabijgelegen Muziektheater.
Het theater beschikt over een capaciteit van 1756 zitplaatsen.
Na een periode van afwezigheid kwam, onder de directeur Guus Oster, in 1979 het circus terug met de optredens van het Russisch Staatscircus met de clown Popov. Na een tweede zeer succesvol bezoek werd op 19 december 1985 een oude traditie in ere hersteld: het kerstcircus. Sinds dat jaar vindt elk jaar in december het Wereldkerstcircus plaats in het theater. Vooral het Circus Knie met zijn vermaarde paardendressuur heeft zich geliefd gemaakt in Amsterdam.
Opvallend zijn de Logefoyer, ooit voor een deel in gebruik als woonruimte voor de familie Carré en enkele van hun artiesten, en Het Brandscherm, het grootste schilderij van Nederland uit één stuk, geschilderd door Siet Zuyderland.
Een aantal jaren is ook de Gouden Televizier-Ring uitgereikt in dit theater.
In 2020 en 2021 werd in het theater het 5-meiconcert gegeven. Dit concert wordt normaal gesproken op de Amstel gegeven, maar moest in deze jaren worden afgelast vanwege de coronapandemie die in 2020 uitbrak. In beide jaren werd als alternatief in het theater een concert zonder publiek gegeven, in 2020 in de foyer en in 2021 in de zaal. Beide concerten werden gegeven door het Metropole Orkest dat in 2020 het concert op de Amstel zou hebben gegeven.
In februari 2021 zouden de Dolly Dots in het theater optreden als afsluiting van hun reünietour, maar ook dit moest vanwege de coronapandemie worden afgelast. Het concert werd verplaatst naar 14 december 2022. Het concert werd op die datum echter niet in dit theater gegeven, maar in de Ziggo Dome onder de naam Symphonica in Rosso.

## Afbeeldingen
- Een item uit het bioscoopjournaal van 15 november 1924 over de aankomst van Circus Henny
- Carré en haar circus in 1948

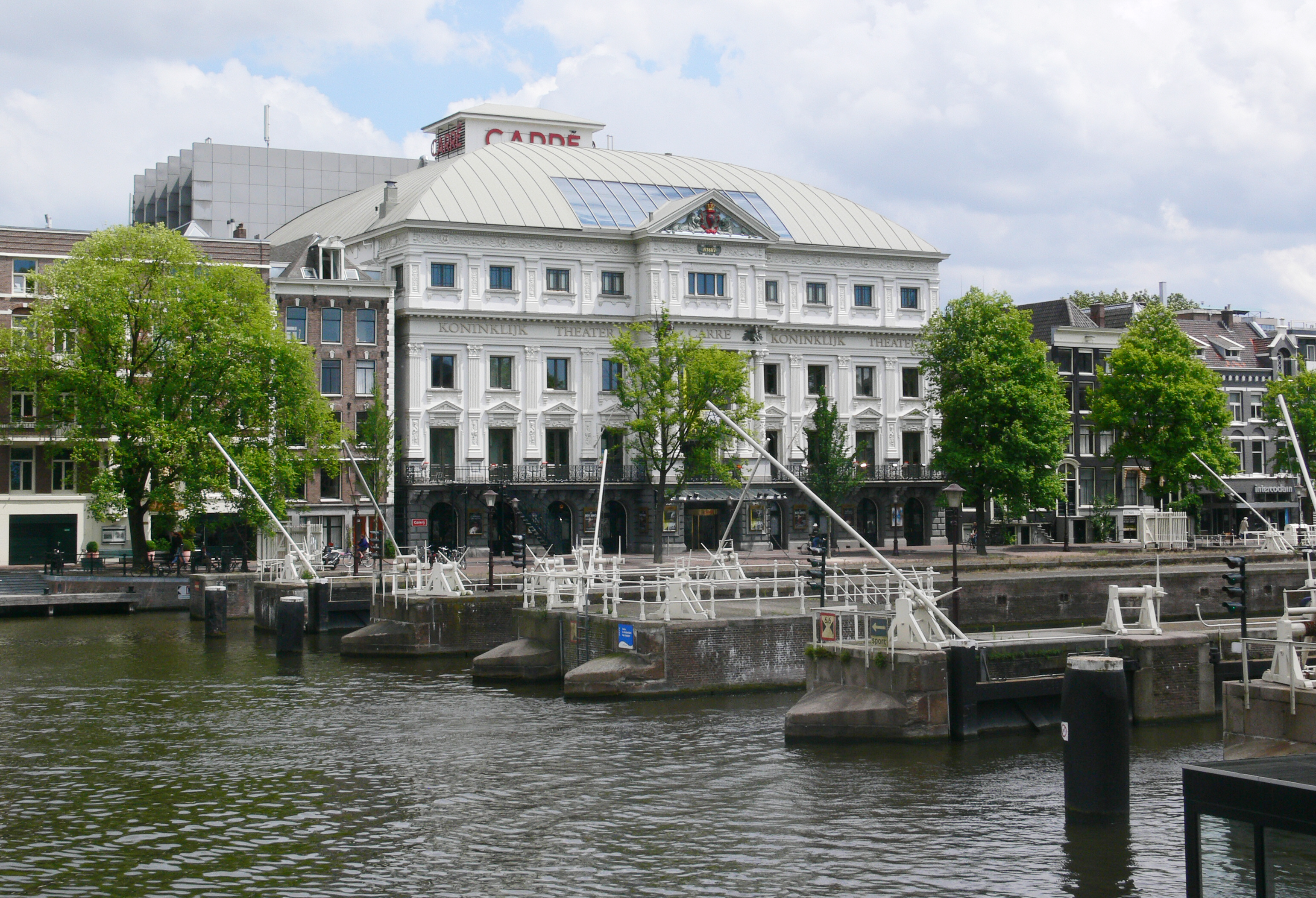
Carré aan de Amstel, foto van 2008
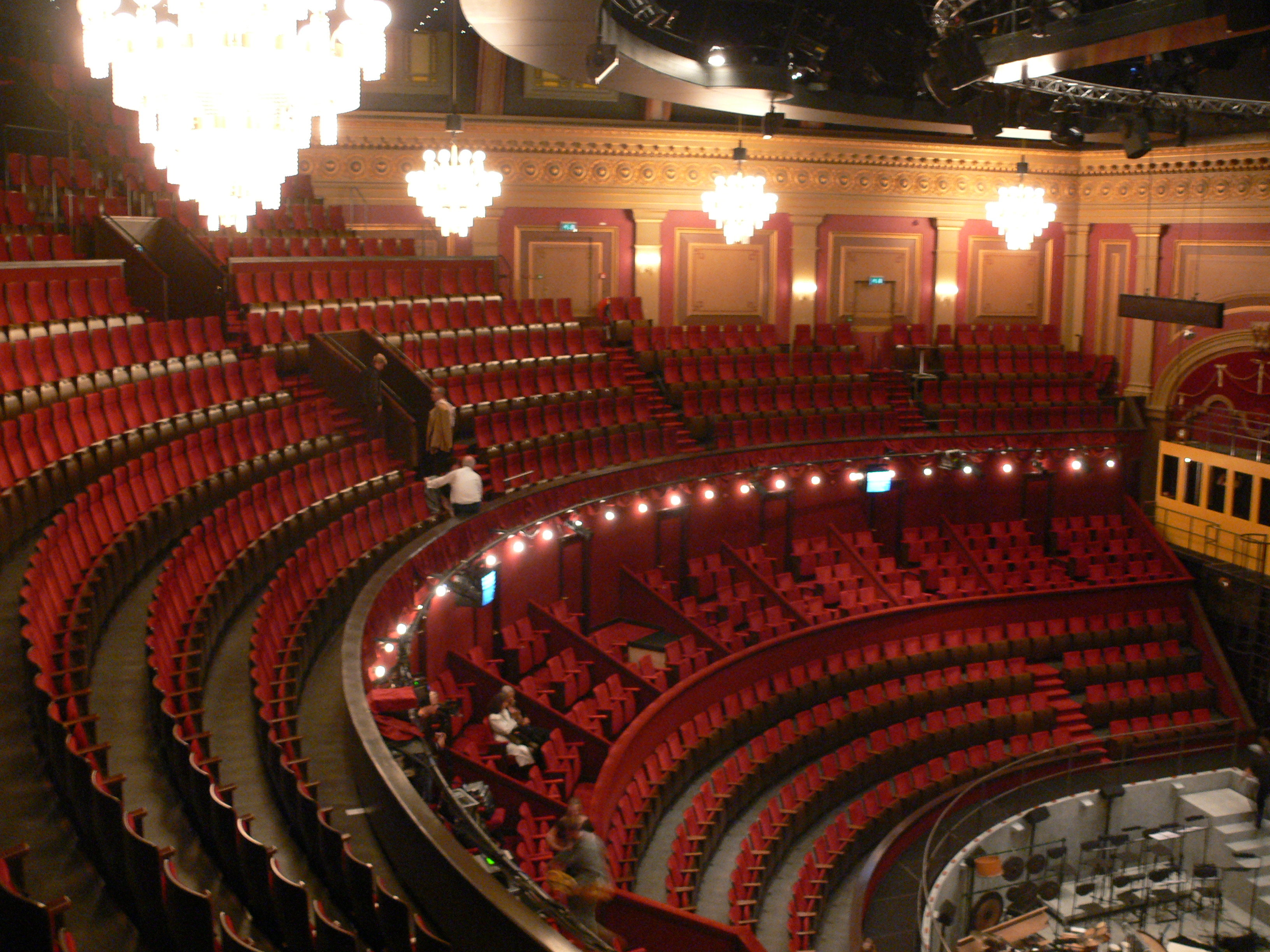
De zaal in Carré, foto van 2008
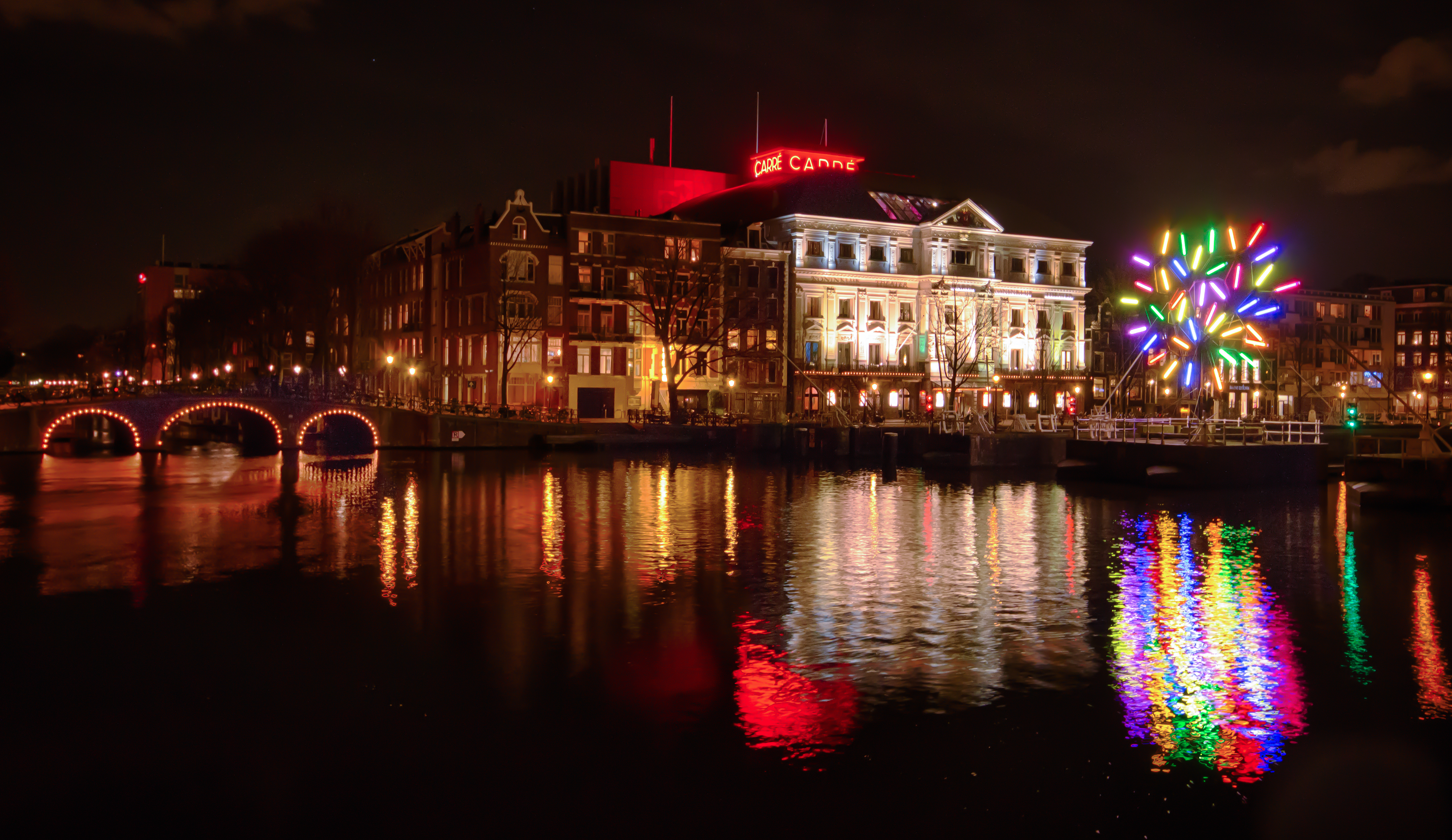
Carré tijdens het Amsterdam Light Festival 2013/ 2014 met Big Tree, door Jacques Rival
Ingang in de voorgevel van Carré met affiches, oktober 2023

## Directeuren
- 1887-1911 Oscar Carré
- 1911-1920
- 1920-1921 Max Gabriël
- 1921-1922 Boekholt
- 1922-1924 Herman Heijermans
- 1924-1927
- 1927-1928 W. Meyer
- 1928-1952 Alex Wunnink
- 1952-1973 Karel Wunnink
- 1973-1984 Guus Oster
- 1984-1997 Bob van der Linden
- 1997-2012 Hein Jens
- 2012-heden Madeleine van der Zwaan

## Eerbetoon
- Een aantal artiesten is geëerd met een borstbeeld in de foyer van Carré. Onder hen Toon Hermans, André van Duin, Herman van Veen, Jos Brink, Youp van 't Hek en Tineke Schouten.
- De zanger Rob de Nijs werd in 2012 als eerste geëerd voor zijn hele oeuvre met een schilderij, gemaakt door Dora Carpentier. Aanleiding was zijn zeventigste verjaardag.
- Enkele artiesten werden na hun overlijden opgebaard in Carré: Heintje Davids, Beppie Nooij, Jos Brink en Ramses Shaffy. Ook de vermoorde misdaadjournalist Peter R. de Vries werd hier opgebaard.